# María Caridad Brader
Maria Caridad Brader (ur. 14 sierpnia 1860, zm. 27 lutego 1943) – błogosławiona Kościoła katolickiego.
Pochodziła z pobożnej rodziny. Wstąpiła do klasztoru franciszkanek 1 października 1880 roku, a śluby wieczyste złożyła 22 sierpnia 1882 roku. Uczyła dzieci katechizmu, a w 1893 roku została przeniesiona do Kolumbii. Tam założyła zgromadzenie Franciszkanek Sióstr Maryi Niepokalanej, które zostało zatwierdzone w 1933 roku przez papieża Piusa XI. Zmarła w opinii świętości mając 82 lata. Jej pogrzeb odbył się 2 marca 1943 roku. Przybyło wówczas wielu wiernych.
Została beatyfikowana przez papieża Jana Pawła II 23 marca 2003 roku.